# Abacetus ambiguus
Abacetus ambiguus là một loài bọ chân chạy thuộc phân họ Pterostichinae. Loài này được Straneo mô tả lần đầu năm 1969 và là loài đặc hữu của Bờ Biển Ngà.